# بافلين تودوروف
بافلين تودوروف هو لاعب كرة قدم بلغاري في مركز الهجوم، ولد في 12 أكتوبر 1983 في بلغاريا. لعب مع نادي دوبرودزا دوبريتش.

## وصلات خارجية
- بافلين تودوروف على موقع قاعدة بيانات كرة القدم.إي يو (الإنجليزية)